# David Breda
David Breda (22 novembre 1971) è un ex calciatore ceco, di ruolo centrocampista.

## Biografia
Ha avuto un figlio suo omonimo, anch'egli calciatore.

## Carriera

### Club
Giocò in 1. liga, massima serie del campionato di calcio ceco, collezionando più di 200 presenze.